# Polak, Węgier, dwa bratanki, i do szabli, i do szklanki

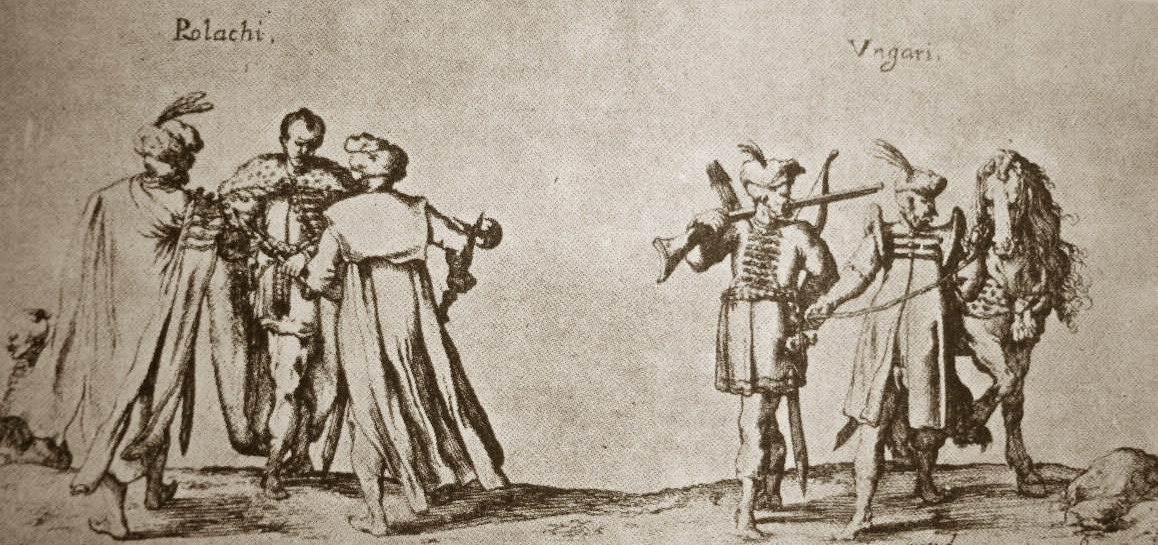
Johann Wilhelm Baur: Węgrzy i Polacy (XVII w.) w Muzeum Książąt Czartoryskich w Krakowie

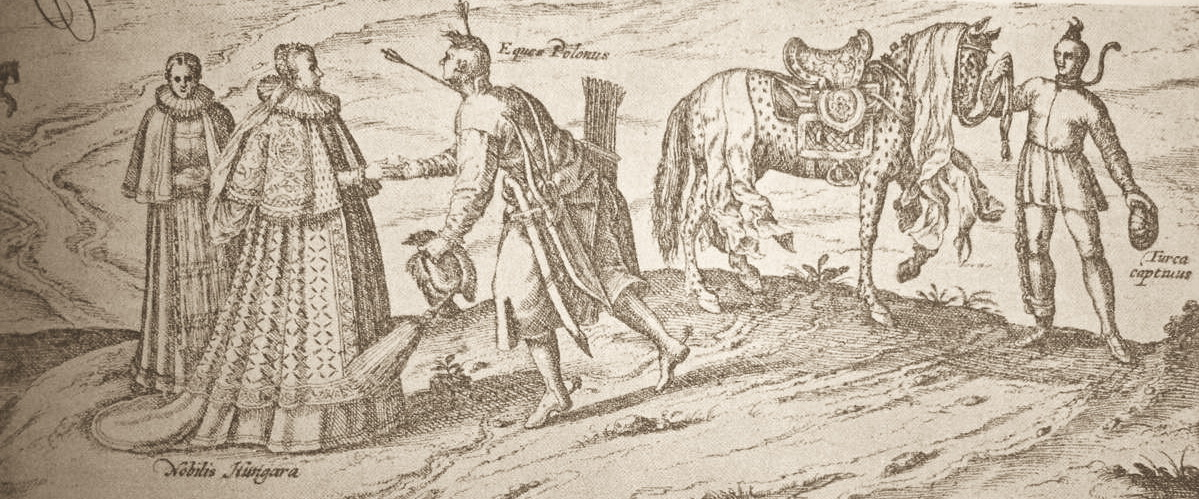
Joris Hoefnagel: Polski jeździec i węgierska dama (XVII w.) w Muzeum Książąt Czartoryskich w Krakowie

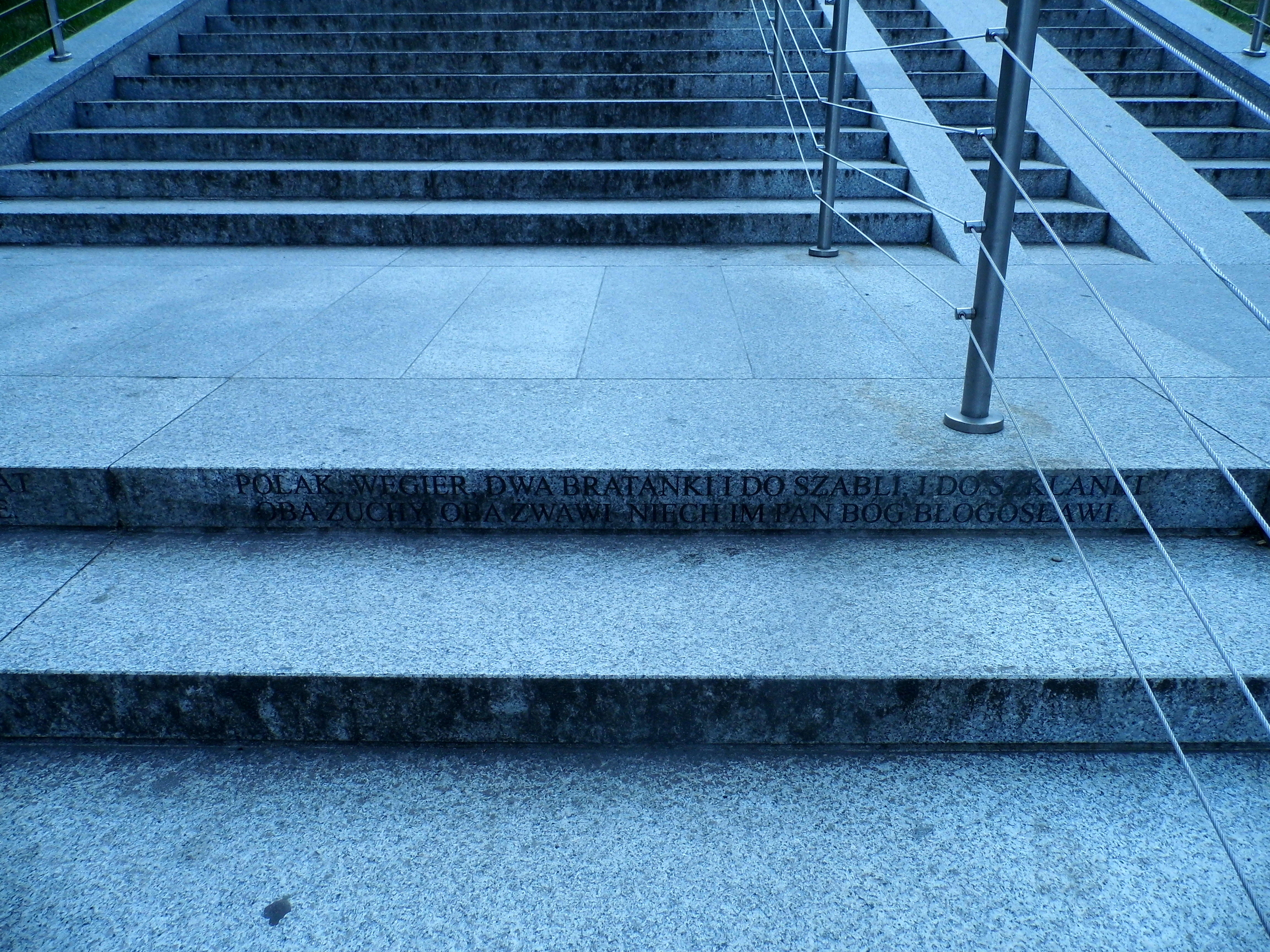
Schody Przyjaźni Polsko-Węgierskiej w Egerze

Polak, Węgier, dwa bratanki, i do szabli, i do szklanki (węg. Lengyel, magyar – két jó barát, együtt harcol, s issza borát) – historyczne przysłowie obecnie występujące zarówno w języku polskim, jak i węgierskim, krótka rymowanka mówiąca o zażyłej przyjaźni narodów polskiego i węgierskiego.

## Treść przysłowia
Pełna polska treść przysłowia:
Polak, Węgier – dwa bratanki,
i do szabli, i do szklanki,
oba zuchy, oba żwawi,
niech im Pan Bóg błogosławi.
Pełna węgierska treść przysłowia:
Lengyel, magyar – két jó barát,
Együtt harcol s issza borát,
Vitéz s bátor mindkettője,
Áldás szálljon mindkettőre.

## Z historii narodów
Węgrzy zajmowali szczególne miejsce w opiniach Polaków. Sympatia ta opierała się na głębokim przekonaniu Polaków o podobieństwie charakterów narodowych polskiego i węgierskiego, a wyrażającym się w porzekadle „Polak, Węgier dwa bratanki...”.
Przysłowie mówi o specjalnym związku między dwoma europejskimi narodami i jest ewenementem niemającym podobieństw w żadnych innych relacjach, tak obecnie, jak i wcześniej, względem dwóch narodów. Pierwotny tekst miał następujące brzmienie: „Węgier, Polak dwa bratanki i do konia i do szklanki. Oba zuchy, oba żwawi, niech im Pan Bóg błogosławi.”
Formuła powstała prawdopodobnie po upadku konfederacji barskiej wśród przywódców powstania antyrosyjskiego (z. Ignacy Jakub Bronicki), którzy znaleźli azyl polityczny w Austrii na Spiszu lub Preszowie. W czasie konfederacji barskiej Preszów stał się siedzibą Rady Generalnej – naczelnej władzy konfederackiej. Tu też 13 października 1770 uchwalono Akt detronizacji Stanisława Augusta Poniatowskiego.
Według A. Kaczorowskiego, w powiedzeniu tym chodzi o Górne Węgry, czyli w przybliżeniu o dzisiejszą Słowację (od końca X do początków XX wieku Słowacja była częścią Węgier; zob. Zeplin, Spisz, Orawa, Sarysz, Maurycy Beniowski).
Przeciwnikami idealizacji relacji węgiersko-polskich (galicyjskich) byli w XIX wieku głównie politycy upatrujący związanie sprawy polskiej najpierw z koalicją turecko-słowiańską, a następnie zjednoczeniem wszystkich Słowian pod berłem rosyjskim (panslawizm). Polityk i pisarz historyczny Michał Czajkowski vel Sadyk Pasza (początkowo w stronnictwie Adama Jerzego Czartoryskiego), który w 1872 opuścił Turcję nawoływał do pojednania z Rosją oraz zjednoczenia wszystkich Słowian pod berłem cara Aleksandra II. Jednak argumenty panslawistów kierowane zarówno „do mężów stanu i do młodzieży Uniwersytetu” zostały w Galicji odrzucone – „Co tam Waćpan nam bajasz o Turkach i o Sławianach, my z Węgrami; oni z Cesarzem i my z nimi – oni przeciwko niemu i my z niemi, bo to widzisz Waćpan – Węgier, Polak dwa bratanki I do konia i do szklanki.....” Reprezentant księcia Adama Jerzego Czartoryskiego w Turynie napisał, że książę „nie może wchodzić w takie stosunki z barbarzyńskimi narodami, ... że to jest kraj katolicki, a tamten jeden muzułmański, w drugim schizma – że pierwej są Polacy katolikami jak Polakami”.

## Organizacje
Zarówno w Polsce, jak i na Węgrzech istnieje wiele organizacji przyjaźni polsko-węgierskiej:
- Bydgoskie Towarzystwo Przyjaciół Węgier im. Eryka Bazylczuka;
- Towarzystwo Przyjaźni Polsko-Węgierskiej w Łodzi im. Sándora Petőfiego;
- Towarzystwo Przyjaźni Polsko-Węgierskiej w Słupsku;
- Warszawskie Towarzystwo Przyjaźni Polsko-Węgierskiej im. Józsefa Antalla;
- Towarzystwo Przyjaźni Polsko-Węgierskiej w Lesznie;
- Olsztyńskie Towarzystwo Przyjaźni Polsko-Węgierskiej;
- Towarzystwo Przyjaźni Polsko-Węgierskiej im. Ferenca Liszta w Poznaniu;
- Towarzystwo Przyjaźni Polsko-Węgierskiej w Radomsku;
- Polsko-Węgierskie Towarzystwo Historyczne im. Józefa Piłsudskiego w Győr;
- Towarzystwo Przyjaźni Polsko-Węgierskiej w Esztergom;
- Stowarzyszenie Portius w Krośnie;
- Towarzystwo Polsko-Węgierskie w Lubaczowie;
- Stowarzyszenie „Henryk Sławik – pamięć i dzieło” w Katowicach;
- Stowarzyszenie Współpracy i Przyjaźni Katowice – Miszkolc;
- Katowickie Towarzystwo Przyjaźni Polsko-Węgierskiej im. Józsefa Antalla i Henryka Sławika;
- Stowarzyszenie na rzecz Przyjaźni Polsko-Węgierskiej „Dwie Korony” w Bydgoszczy.

## Inspiracje w kulturze
- Węgierski zespół Hungarica oraz Andrzej Nowak (gitarzysta zespołu TSA) skomponowali wspólny polsko-węgiersko języczny utwór hardrockowy pt. „Lengyel, magyar / Polak, Węgier”[6].
- Węgierski zespół rockowy Republic nagrał utwór „Varsó hiába várod”, w którym nawiązuje do przysłowia[7].
- Polscy raperzy pod pseudonimem Niezidentyfikowani wraz z raperem Domin i Wuem Enecha nagrali utwór „Lengyel, Magyar”, w którym opowiadają o przyjaźni polsko-węgierskiej[8].